# Копилов Павло Іванович
Павло Іванович Копилов (2 липня 1921 — 11 червня 1999) — командир танкового взводу 136-го танкового полку (8-а гвардійська кавалерійська дивізія, 6-й гвардійський кавалерійський корпус, 2-й Український фронт) лейтенант, Герой Радянського Союзу.

## Біографія
Павло Іванович Копилов народився 2 липня 1921 року в с. Борисівка нині Пономаревського району Оренбурзької області.
Росіянин. Освіта середня. Член КПРС з 1942 р. До призову в армію Павло Іванович працював учителем у школі.
В Червону армію призваний у 1940 році Пономаревським райвійськкоматом Оренбурзької області. На фронті з червня 1941 року. У 1943 році закінчив військово-політичне училище, в 1944 році — навчальний танковий полк офіцерського складу.
Командир танкового взводу 136-го танкового полку (8-а гвардійська кавалерійська дивізія, 6-й гвардійський кавалерійський корпус, 2-й Український фронт) лейтенант П. І. Копилов відзначився 6-17 жовтня 1944 року в боях на підступах до міста Дебрецен (Угорщина).
З 1946 року підполковник П. І. Копилов — в запасі. Повернувся на батьківщину, працював у народному господарстві. З 1966 року жив в Уфі, працював інженером будівельно-монтажної організації.
Помер 11 червня 1999 року. Похований у м. Уфа.

## Подвиг
«…Тов. Копилов в боях з 6 жовтня по 17 жовтня 1944 року. брав участь у десяти атаках, з боями пройшов понад 120 кілометрів, знищивши при цьому 3 танки типу „тигр“, 1 самохідну гармату типу „фердинанд“, 3 ПТО, минбатарею, 4 станкових кулемета, 1 бронетранспортер з зенітною гарматою, 7 автомашин і до 180 солдатів і офіцерів.
17 жовтня 1944 року на підступах до міста Дебрецен на ділянці оборони 33-го гвардійського кавполка противник перейшов в атаку силою 2 батальйонів піхоти при підтримці 5 танків і артилерії. Противнику вдалося вклинитися в наші бойові порядки. Тов. Копилов вийшов зі своїм танком у фланг угруповання противника і вступив у смертельну сутичку. Вміло маневруючи, тов. Копилов вогнем з танка підпалив 2 „тигра“, інші почали тікати. Тов. Копилов вогнем і гусеницями переслідував гітлерівців.
Тов. Копилов ліквідував угруповання противника, що прорвалося, і тим самим забезпечив виконання поставленого завдання полку…».
Звання Героя Радянського Союзу присвоєно 24 березня 1945 року.

## Нагороди
Нагороджений орденами Леніна, Вітчизняної війни I ступеня, медалями.

## Пам'ять
В Уфі на пр. Жовтня буд. № 65/1 встановлена меморіальна дошка герою.